# Dankowice (powiat strzeliński)
Dankowice – wieś w Polsce położona w województwie dolnośląskim, w powiecie strzelińskim, w gminie Strzelin.
W latach 1954–1959 wieś należała i była siedzibą władz gromady Dankowice, po jej zniesieniu w gromadzie Gębice. W latach 1975–1998 miejscowość należała administracyjnie do województwa wrocławskiego.
Według Narodowego Spisu Powszechnego (III 2011 r.) liczyły 70 mieszkańców. Są najmniejszą miejscowością gminy Strzelin.

## Zabytki
Do wojewódzkiego rejestru zabytków wpisany jest:
- kościół parafialny pw. św. Józefa.